# Ford Mustang: The Legend Lives
Ford Mustang: The Legend Lives es un videojuego de carreras desarrollado por Eutechnyx y publicado por 2K Games para la PlayStation 2 (PS2) y Xbox. Es parte de la serie Ford Racing, siguiendo a Ford Racing 3. El juego fue lanzado en los Estados Unidos el 19 de abril de 2005, y recibió mixtos reviews. Este es el primer juego de Ford Racing en no ser lanzado en PC.

## Jugabilidad
El juego tiene 40 Ford Mustang jugables, Incluyendo producción, concept, y modelos de carreras, intervalos desde 1964 al 2005. El juego incluye 22 pistas de carreras situadas atravesando siete ciudades de Estados Unidos, Incluyendo Chicago, Miami, New York City, y San Francisco.
El juego tiene tres modos de un jugador: Carrera, Arcade, y Desafío. En modo Carrera, el jugador crea un Ford Mustang personalizado con el cual competir contra otros. Por ganar carreras, el jugador recibe dinero que puede ser usado para mejorar partes del vehículo. El modo Arcade tiene varias carreras, la mayoría de cuales son desafíos de tiempo. En modo Desafío, el jugador compite contra otros conductores en varios eventos de carreras, que incluye desafío de tiempo, y conducción por portales sin chocar mientras conductores rivales intentan interrumpir el objetivo del jugador. El juego también tiene algunos modos de dos jugadores.

## Recepción
| Críticas Publicación Calificación PS2 Xbox GameSpot 4.4/10 [ 5 ] GameZone 7.5/10 [ 6 ] Official Xbox Magazine RU 7/10 [ 7 ] TeamXbox 7/10 [ 8 ] Detroit Free Press [ 9 ] Gameplanet 2/5 [ 10 ] The Sydney Morning Herald [ 11 ] [ 11 ] Xbox World Australia 35/100 [ 12 ] Puntuaciones de reseñas Metacritic 58/100 [ 13 ] 55/100 [ 14 ] |              |              |
| Críticas |              |              |
| Publicación | Calificación | Calificación |
| Publicación | PS2          | Xbox         |
| GameSpot | 4.4/10       |              |
| GameZone |              | 7.5/10       |
| Official Xbox Magazine RU |              | 7/10         |
| TeamXbox |              | 7/10         |
| Detroit Free Press |              | [ 9 ]        |
| Gameplanet |              | 2/5          |
| The Sydney Morning Herald | [ 11 ]       | [ 11 ]       |
| Xbox World Australia |              | 35/100       |
| Puntuaciones de reseñas |              |              |
| Metacritic | 58/100       | 55/100       |

En Metacritic, la versión de PS2 tiene un puntaje de 58, mientras que la versión de Xbox tiene un puntaje de 55, ambos indicando "críticas mixtas o promedio".
Gord Goble de GameSpot revisó la versión de PS2 y criticó sus controles, gráficos y modo Carrera. Official Xbox Magazine consideró que el juego era un "corredor decente y bien diseñado" y escribió que su tema podría tener un atractivo limitado. Graham Darko de Xbox World Australia creía que el juego solo atraería a los fanáticos de Mustang, y señaló que había mejores juegos disponibles que incluyen el vehículo.
Heather Newman de  Detroit Free Press  revisó la versión de Xbox y creía que los vehículos no se conducían como Mustang reales. Sin embargo, señaló que los controles se sentían decentes y que el juego tenía una buena cantidad de entretenimiento. GameZone elogió los gráficos y los efectos de sonido de la versión de Xbox. Joe Ropeti de Gameplanet revisó la versión de Xbox y criticó su inteligencia artificial y su jugabilidad obsoleta como impropia del legado del Mustang.
Brent Soboleski de TeamXbox elogió el modo Carrera y la abundancia de vehículos y pistas de carreras, pero criticó la falta del juego de Xbox Live y bandas sonoras personalizables, dos características que estaban presentes en el predecesor del juego Ford Racing 3. Mike Willcox de The Sydney Morning Herald criticó la rejugabilidad del juego, los gráficos obsoletos, la banda sonora mediocre y la simulación física deficiente. También señaló que no hay sanciones por daños al automóvil por conducir descuidadamente.